# Саль (Тарн)
Саль (фр. Salles, окс. Salas) — коммуна во Франции, находится в регионе Юг — Пиренеи. Департамент — Тарн. Входит в состав кантона Кармо-2 Валле-дю-Серу. Округ коммуны — Альби.
Код INSEE коммуны — 81275.

## География
Коммуна расположена приблизительно в 540 км к югу от Парижа, в 75 км северо-восточнее Тулузы, в 19 км к северо-западу от Альби.
По территории коммуны протекает река Серу.

## Климат
Климат умеренно-океанический. Зима мягкая и дождливая, лето жаркое с частыми грозами. Ветры довольно редки.

## Население
Население коммуны на 2010 год составляло 195 человек.
| 1962 | 1968 | 1975 | 1982 | 1990 | 1999 | 2010 |
| ---- | ---- | ---- | ---- | ---- | ---- | ---- |
| 271  | 225  | 199  | 207  | 199  | 173  | 195  |

## Экономика
В 2007 году среди 105 человек в трудоспособном возрасте (15—64 лет) 63 были экономически активными, 42 — неактивными (показатель активности — 60,0 %, в 1999 году было 60,8 %). Из 63 активных работали 56 человек (33 мужчины и 23 женщины), безработных было 7 (3 мужчин и 4 женщины). Среди 42 неактивных 5 человек были учениками или студентами, 20 — пенсионерами, 17 были неактивными по другим причинам.

## Достопримечательности
- Церковь Спаса (XII век). Исторический памятник с 1970 года.[4]